# Османська кухня
Осма́нська ку́хня — кухня часів існування Османської імперії. Сформувалася під впливом арабської, візантійської, кавказької, балканських кухонь. Втім, основу становили кулінарні традиції кочових турків (туркменів). У процесі існування імперії відбувся взаємний вплив. З часом до неї увійшли продукти, які європейці привезли з Нового світу. Значні відомості про неї вміститься в кулінарній книзі (в ній більше 200 різних страв, десертів та напоїв) Ширвані, придворного лікаря султана Мурада II.

## Характеристика
Основи були закладені під час існування румського султанату, коли прибулі до Малої Азії кочівники-огузи зазвичай вживали прості страви з молока, молочних виробів та м'яса дрібної худоби, конини. Згодом під впливом сусідів-візантійців, грузин та вірмен страви ускладнювалися. Важливий вплив на кухню мав релігійний фактор.
Формування кулінарії дістало новий поштовх після захоплення Балкан, Передньої Азії, Єгипту, Ємену. Встановлені контакти з Індостаном сприяли надходженню спецій, що уразноманітніли кухню. Приєднання Триполіталії та центрального Магрибу, контакти з Західною Європою також сприяли розвитку страв, збільшенню їх.
Водночас часто підкорені народи і турки, що селилися на захоплених землях, зберігали свої кулінарні традиції. Лише з часом відбувався взаємний вплив.
В Османській імперії віддавали перевагу баранині. Курку вживали рідко і переважно в літні місяці. Султани часто вживали оленину, диких птахів. Широко було поширено застосування овочів (бобових, шпинату, кабачків, баклажану, огірків, капусти, різної цибулі тощо), фруктів, горіхів (мигдалю, кедрового і волоського горіхів, фісташок). М'ясо застосовували рубане. Використовували техніки запікання, гриль, тушкування, варіння.
Рибу вживали свіжовиловлену, яку потім смажили або варили, полюбляли  морепродукти й ікру риб.
Також окремо існувала палацова кухня османських султанів (матбах-і аміре). Нею користувалися сам султан, його родичі та найближче оточення. Палацова кухня являла поєднання середньоазійської, балканської, близькосхідної, частково середземноморської та європейської гастрономічної культури. Багато рецептів не збереглися дотепер, оскільки султанські кухарі не любили розкривати професійні секрети. З панування султан Мехмеда II при дворі з'явилася династія кухарів із Менгена (з санджаку Болу Кастамону еялету), які близько 200 років готували для султанів, створивши навіть свою кулінарну школу. Лише XVII столітті менгенських кухарів змінили кулінари з Еїна.

## Хліб
Випікали хліб з пшеничного і ячмінного борошна. Більшість населення вживала у вигляді лавашів, піти або екмека (білого хліба). На сніданок вживався симіт.

## Перші страви
Насамперед готувався суп шурпа (чорба) з баранини, овочів та макаронних виробів. Популярним був холодний суп джаджик з йогурту й огірків.

## Другі страви
Поширені були страви з рису, насамперед плов. Існувало багато рецептів плову (більше 20 основних), що готувався з різними складниками. Також плов відрізнявся в кожному еялеті (вілаєті) імперії. Популярною була страва зерде — солодка страва з рису з шафраном, що мала желеподібну консистенцію. Популярною була страва з баранини шиш кебаб. Султани полюбляли фаршировану диню (кавун-долмаси) з м'ясом, цибулею, мигдалем, фісташками, родзинками, рисом та прянощами. Також рис використовували при фаршируванні сарми, куди також додавали курятину чи гусятину, горіхи (мигдаль чи фісташки).
Вживалося багато макаронних виробів у вигляді локшини, манної крупи, булгура. Готувалися страви з бобових, насамперед нута.
Популярною у знаті була страва хюнкар-бегенді («султану сподобається») з м'яса і баклажанного пюре. Баклажан запікали на мангалі, потім розминали, додавали обсмажене борошно і обсмажували на повільному вогні. За цим додавали молоко, потім сир.
З візантійської кухні було запозичено принцип фарширування овочів м'ясом. Османські кулінари удосконалили ці страви. В Османській імперії поширена була долма, переважно з м'ясом, також існували суто з фруктами чи овочами (айва-долма). Зі страв із курки популярним було рубане куряче підсмажене м'ясо з мигдалевим молоком.
З кавказької кухні було запозичено шашлик, різні кебаби, поширені були чевапчичі. З XIX ст. стали готувати османський шашлик — донер-кебаб (на вертикальному грилі).
Готували також борек — трикутний пиріжок з начинкою з м'яса (птиці чи баранини), сиру, фруктів, овочів, родзинок, горіхів тощо. Часто додавався шпинат у поєднанні з сиром.
З XVI ст. практично завжди на обідньому столі султанів були омари, креветки та ікра.

## Десерти
Поширені були йогурти, запозичені з перської і арабської кухонь, але вдосконалені за часів імперії. Його в свою чергу запозичили балканські, а потім інші європейські кухні. З рису готували ашуре — смачну кашу з фруктами, горіхами, сухофруктами. Її зазвичай вживали вже після усіх страв або на свята.
Поширена була халва. Пахлаву вживали лише заможні піддані, знать та султани. У палацах також подавали різні лукуми. З Індії були започичені кулясті оладки (гулаб-джамун). Османи полюбляли груші та яблука, зварені в солодкій або ароматизованій воді.

## Напої
Найпоширенішим й найулюбленішим була кава. Також поширені були буза (традиційна з кочових часів), шербет і звичайна вода. Згодом певної популярності набув чай.
Шербет нагадував фруктовий сироп і дуже добре тамував спрагу. Туди додавали подрібнені фрукти, трави і квіти. Шербет вживали до або під час чи після їжі. Серед шербетів найпопулярнішим у Малій Азії та на Балканах був «темр-і хін-ді». Інший шербет являв собою сироп з айви, яблук, груш, персиків і абрикосів, який вживали в поєднанні з крижаною джерельною водою.
Популярним був напій салеп із подріблених коренів диких анатолійських орхідей, молока, трояндової води й цукру.

## Вживання
Відповідно до вчень пророка Мухаммеда, зазвичай їжу вживали двічі на день. Підноси ставилися перед їдцями, які сідали, схрестивши ноги. Судячи з мініатюр того часу, чоловіки покривали свої коліна якоюсь подобою сучасної серветки. Ні виделки, ні столи не використовувалися аж до другої половини XIX століття (моду на застосування вропейське столове приладдя започаткував султан Селім III). Брали їжу руками.
Існували імарати (благодійні будинки), де безкоштовно годували й надавали притулок мандрівникам, а також нужденним. Їх утримували султани, державні фонди (вакфи) та заможні громадяни. Лише в імаратах Стамбула щоденно отримували їжу більше 30 тис. осіб.
Кухня султанського палацу Топкапи, побудованого султаном Мехмедом II Фатіхом в 1475—1478 роках, займала площу в 5250 м². Крім місць для приготування їжі, там були складські приміщення, кімнати, де жили кухарі й персонал, фонтан, мечеть і хамам. Загалом працювало 60 кухарів й 200 помічників. На чолі стояв ашчибаши. Сам султан користувався послугами спеціальної кухні, яка називалася «кушхане» і розташовувалася в частині палацу, що називалася «Ендерун». Чесніджибаши (султанський дегустатор) перевіряв готову їжу перед поданням султану.
Для гарему султана готувало 300—500 кухарів. Щоб розрізняти, кому яка їжа була принесена, таці застилалися скатертинами різного кольору. Блакитна скатертина означала, що страви призначені для служниць, біла – для наложниць, кавова – для дружин, фавориток та доньок султана. У XVII ст. улюбленими стравами мешканок султанського гарему були плов із баранини, овочі, страви з курячого м'яса. Серед десертів жінки воліли фрукти, халву, шербет та інші солодощі. Закінчувався прийом їжі в гаремі зазвичай кавою.